# Musée des Beaux-Arts de Caen
Das Musée des Beaux-Arts de Caen ist das wichtigste Kunstmuseum der nordfranzösischen Stadt Caen; es wurde zu Beginn des 19. Jahrhunderts gegründet und 1971 im Château de Caen neu eröffnet.

## Geschichte
Im Jahr 1801 wählte der französische Innenminister Jean-Antoine Chaptal fünfzehn Städte aus, in denen möglichst viele Kunstmuseen eröffnet werden sollten, um die große Anzahl von Kunstwerken auszustellen, die während der Revolutionskriege und der napoleonischen Periode gesammelt wurden. Die Stadt Caen wurde als kulturelle Hauptstadt der Normandie und wegen ihres akademischen Rufs ausgewählt.
Der erste Teil der Sammlungen waren die während der Säkularisation der Klöster der Region beschlagnahmten Kunstwerke, die bis dahin in der Kirche Sainte-Catherine-des-Arts aufbewahrt wurden. Am 27. Oktober 1801 fiel die Entscheidung, für das Museum den linken Flügel des ehemaligen Eudisten-Priesterseminars zu nutzen, das seit 1792 als Bürgermeisteramt diente. Die Arbeiten verliefen sehr langsam und konnten erst im Jahr 1809 abgeschlossen werden. Die ersten Kuratoren wählten eine Sammlung von 46 bedeutenden Kunstwerken aus, darunter Werke von Paolo Veronese, Nicolas Poussin und anderen. Das Museum von Caen wurde dadurch zur bedeutendsten Sammlung nach Lyon und Paris. Im Laufe der Zeit wurden die Sammlungen erweitert, doch es war nie möglich, den Teppich von Bayeux zu erwerben. Die Bestände nahmen zwar zu, aber nach den verschiedenen Kriegen, von der die Region und die angrenzenden Gebiete betroffen waren, auch wieder ab.
In den Jahren zwischen 1841 und 1880 lag die Leitung des Museums in Händen des Malers Alfred Guillard, der 1850 den ersten Katalog veröffentlichte. Der größte Zugang in der Geschichte des Museums erfolge im Jahr 1872 durch die Schenkung von mehr als 50.000 Werken des Buchhändlers Bernard Mancel. Dieser hatte 1845 den größten Teil der römischen Sammlung von Kardinal Fesch, einem Onkel von Napoleon Bonaparte, erworben. Zu den Werken gehörten Gemälde, Zeichnungen und Drucke von Dürer, Rembrandt, Callot, Perugino, Veronese und Rogier van der Weyden.
In den folgenden Jahren büßte das Museums durch den Mangel an Inspiration der Kuratoren an Prestige ein. Ein Brand im Jahr 1905 beschädigte die Räumlichkeiten und einige Werke, hauptsächlich der flämischen und niederländischen Schulen, sowie die Schlacht bei Hastings von François Debon.
Die Renovierung des Gebäudes wurde erst im Jahr 1936 abgeschlossen. Nach Beginn des Zweiten Weltkriegs wurden 360 Gemälde, die Sammlung Mancel, die Truhe von Bernard van Risen Burgh und andere Gegenstände in das Kloster von Saint-Gabriel-Brécy und das Schloss von Baillou ausgelagert. Die Sammlungen blieben während der nationalsozialistischen Besetzung weitgehend unversehrt, bis das Gebäude am 7. Juni 1944 durch alliierte Fliegerbomben weitgehend zerstört wurde. Einen Monat später wurde das Gebäude nach einem weiteren Luftangriff komplett zerstört. Während die wichtigsten Werke gerettet wurden, gingen 540 Gemälde (Sammlungen des 19. Jahrhunderts), die 400 Blätter des Zeichnungenkabinettes, Archive, Inventare und Rahmen für immer verloren.
An einen Wiederaufbau des Museums konnte erst 1963 gedacht werden. Im Jahr 1971 wurde das von Jean Merlet errichtete neue Museum im Château de Caen eingeweiht. Der Zugang zu den Sammlungen ist am ersten Wochenende eines Monats kostenlos.

## Wichtigste Werke
- Pietro Perugino, Vermählung der Jungfrau, 1501–1504
- Cima da Conegliano, Triptychon der Madonna mit Kind zwischen den Heiligen Georg und Jakobus
- Pieter Paul Rubens, Treffen von Abraham und Melchisedek